# Íñigo de la Serna
Pour les articles homonymes, voir Inigo.
Íñigo Joaquín de la Serna Hernaíz (/ˈiɲiɣo xoaˈkĩn̪ de la ˈsɛɾna ɛɾˈnai̯s/), né le 10 janvier 1971 à Bilbao, est un ingénieur et homme politique espagnol membre du Parti populaire (PP).
Il est maire de Santander entre 2007 et 2016 et ministre de l'Équipement entre le 4 novembre 2016 et le 7 juin 2018.

## Biographie

### Études et profession
Il étudie le génie civil à l'université de Cantabrie, se spécialisant en hydraulique, océanographie et environnement. Il devient ensuite ingénieur des routes, canaux et ports. En 1995, il est recruté par le bureau d'études techniques Apia XXI.

### Débuts en politique
Il débute en politique en 1999, à l'âge de 28 ans, comme chef de cabinet du conseiller à l'Environnement du gouvernement de la Cantabrie. Au cours des élections municipales du 25 mai 2003, il est élu à Santander et nommé conseiller délégué à l'Environnement, aux Eaux et au Littoral par le maire conservateur Gonzalo Piñeiro.

### Maire de Santander
En 2007, il postule aux élections municipales du 27 mai comme tête de liste du Parti populaire à Santander et s'impose avec environ 52 % des voix, soit 15 conseillers municipaux sur 27 à élire. Investi le 16 juin, il est à 36 ans le plus jeune maire d'une capitale provinciale espagnole.
Il est facilement réélu le 22 mai 2011 avec plus de 56 % des voix, ce qui lui accorde 18 élus. Ce résultat constitue le record du PP dans la capitale de Cantabrie. Il est choisi l'année suivante à l'unanimité pour présider la Fédération espagnole des villes et des provinces (FEMP) en remplacement de Juan Ignacio Zoido.
Avec 40 % des voix et 13 mandats au conseil municipal, il remporte à la majorité relative les élections municipales du 24 mai 2015 et obtient le meilleur résultat du Parti populaire pour une capitale provinciale au cours de ce scrutin. Ce même jour, il se présente aux élections autonomiques, en troisième position sur la liste du président de la communauté autonome Ignacio Diego, et se voit donc élu député au Parlement de Cantabrie.
À Santander, il passe un accord avec Ciudadanos qui lui permet de gouverner en minorité. Le 19 septembre, il se présente de nouveau à la présidence de la FEMP mais sa liste est battue par celle du maire socialiste de Vigo Abel Caballero.

### Ministre de l'Équipement
Le 4 novembre 2016, Íñigo de la Serna est nommé à 45 ans ministre de l'Équipement dans le second gouvernement minoritaire de Mariano Rajoy. À ce poste, il devra gérer les nombreuses réclamations des communautés autonomes en matière d'infrastructures de transports, comme la desserte ferroviaire de sa propre région, de la côte méditerranéenne ou de la Galice, la gestion des aéroports et péages autoroutiers en Catalogne, ou encore la remise en état des autoroutes radiales de la Communauté de Madrid.

### Retrait de la vie politique
Pressenti pour postuler à la succession de Mariano Rajoy lors du 19e congrès du Parti populaire de juillet 2018, il annonce son retrait indiquant qu'il « n'est pas prêt pour ce défi » et apporte son soutien à l'ancienne vice-présidente du gouvernement Soraya Sáenz de Santamaría pour laquelle il mène activement campagne,,. Appelé à occuper une fonction importante en cas de victoire de Santamaría, il demande la formation d'une liste commune entre Sáenz de Santamaría et Pablo Casado — les deux candidats qualifiés pour le vote final des délégués — afin de garantir l'unité du parti et respecter la position du PP demandant que la candidature arrivée en tête puisse gouverner,,. Inscrit sur la liste au comité exécutif du parti de Sáenz de Santamaría, la liste de Pablo Casado remporte le suffrage des délégués et la totalité des sièges du comité. Membre de la délégation chargée de négocier l'intégration de quelques personnalités ayant appuyé la candidature de l'ex-vice-présidente avec Fátima Báñez, il refuse le poste de secrétaire à l'Équipement qui lui est proposé au sein de la direction du parti, jugeant la proposition « humiliante » au regard des 43 % de délégués ayant donné leur vote à Sáenz de Santamaría,,. Il annonce le 28 juillet sa volonté d'abandonner la vie politique nationale et régionale et retourner travailler dans le secteur privé,,.

### Vie privée
Fils unique, il est divorcé et père de deux enfants.